# Karsten Peters
 Karsten Peters (* 12. August 1935 in Waren (Müritz); † 1990) war ein deutscher Filmkritiker, Schauspieler, Autor und Chefredakteur.

## Erste Jahre
Karsten Peters wuchs in Flensburg auf. Er studierte Germanistik, Soziologie und Theater- und Zeitungswissenschaft in Hamburg und München ohne Abschluss. 1957 besuchte er das Werner-Friedmann-Institut in München, das später in Deutsche Journalistenschule umbenannt wurde. Zu seinen Dozenten gehörten Immanuel Birnbaum, Hermann Proebst, Martin E. Süskind und Wolf Schneider. Schon während seiner Ausbildung schrieb Peters Filmkritiken für die Münchner Abendzeitung.
1958 wurde er als Feuilletonredakteur von der Abendzeitung übernommen. Bis 1977 schrieb er dort vor allem Film- und Ballettkritiken. Er stieg zum Feuilletonchef auf, wurde stellvertretender Chefredakteur. Er machte sich einen Namen, wurde als Mitglied in mehrere internationale Festival-Jurys eingeladen und wirkte lange Jahre als Mitglied des Bundesfilmpreisausschusses mit.
Zuweilen wechselte er berufsbedingte Fronten und agierte als Schauspieler in Syberberg- und Fassbinder-Filmen, so in Scarabea – Wieviel Erde braucht der Mensch? (1968) und in Lola (1981). Auch Alfred Vohrer fand 1976 für den Filmkritiker eine kleine Rolle in Anita Drögemöller und die Ruhe an der Ruhr.

## Wechselvolle Berufsjahre
Nach seinem Ausscheiden aus der Abendzeitung arbeitete Karsten Peters zunächst für Lui, die deutsche Lizenzausgabe der französischen Männerzeitschrift unter dem Herausgeber Heinz van Nouhuys. Amtierte 1980 für wenige Monate als Feuilletonchef des Hamburger Abendblattes.
Anschließend ging er 1980 als Chefredakteur zur Berliner Zeitung Der Abend. Das Blatt musste im Januar 1981 Insolvenz anmelden.
Gemeinsam mit dem Schauspieler Kurt Raab schrieb Peters eine sehr persönlich gehaltene Biografie des Filmemachers Rainer Werner Fassbinder.
1983 wurde Peters der erste offizielle Chefredakteur der Hamburger Rundschau, einer linksgerichteten regionalen Wochenzeitung, die 1981/1982 von einer Initiative für Pressevielfalt ins Leben gerufen worden war. Von 1986 an leitete er das Kulturressort der Hamburger Morgenpost.
Karsten Peters starb 1990 im Alter von 55 Jahren an einem Herzinfarkt. Sein Grab liegt auf dem Ohlsdorfer Friedhof.

## Schriften
- Mit Kurt Raab: Die Sehnsucht des Rainer Werner Fassbinder. C. Bertelsmannverlag und Script Buchagentur, München 1982, ISBN 3-570-03117-9